# Biegnąca z wilkami
Biegnąca z wilkami. Archetyp Dzikiej Kobiety w mitach i legendach (ang. Women Who Run With the Wolves) – książka Clarissy Pinkoli Estés, napisana na podstawie wieloletnich doświadczeń psychoterapeutki i badaczki ludowej kultury werbalnej. Autorka dokonuje analizy kobiecej psychiki za pomocą baśni, takich jak Brzydkie kaczątko, Mądra Wasylisa, Sinobrody, Dziewczynka z zapałkami, Kobieta-Szkielet, Skóra Foki  i wiele innych. Baśniowe i legendarne opowieści o losach kobiet są kluczem do rozpoznania i nazwania chorób ducha oraz inspiracją do odnalezienia lekarstwa na nie.